# Mirina (mitologia)
Mirina è, nella mitologia greca, un'Amazzone, che, alla testa del suo popolo, riportò grandi vittorie. Dichiarò guerra agli Atlanti, che abitavano in un paese situato in riva all'Oceano in cui, si diceva, gli dei erano nati. Con l'aiuto d'un esercito di tremila Amazzoni, che combattevano a piedi, e di ventimila a cavallo, conquistò dapprima il territorio di una città atlantica chiamata Cerne, uccidendo tutti gli uomini validi e facendo le donne e i bambini prigionieri. In seguito, la città fu rasa al suolo. Gli altri Atlanti, spaventati, capitolarono subito. Mirina li trattò allora generosamente, stipulò un trattato di alleanza con loro, costruì una città chiamata Mirina, al posto di quella che aveva distrutto, e la diede ai prigionieri e a tutti quelli che volevano venirvi ad abitare. Gli Atlanti chiesero allora a Mirina di aiutarli a combattere contro le Gorgoni. Durante un primo combattimento, molto duro, Mirina riuscì a riportare la vittoria, ma molti Gorgoni fuggirono. Successivamente, una notte, le Gorgoni prigioniere nel campo delle Amazzoni, s'impadronirono delle armi delle guardiana e ne uccisero un gran numero, ma, ben presto, le Amazzoni si risollevarono e massacrarono le ribelli. Mirina, allora, tributò grandi onori a quelle fra le sue suddite le quali erano perite durante il combattimento, e innalzò loro una tomba composta da tre tumoli d'uguale altezza, che, in epoca storica, erano conosciute con il nome di Tombe delle Amazzoni. Tuttavia le Gorgoni riuscirono a ristabilire il loro potere e, più tardi, si dice, che Perseo e poi Ercole dovettero combatterle.

## Altre imprese
Le imprese attribuite a Mirina non sono solo queste due guerre. Più tardi, dopo aver conquistato gran parte della Libia, ella passò in Egitto, all'epoca in cui regnava Oro, figlio di Iside, e concluse con lui un trattato di amicizia. Poi, organizzò una spedizione contro gli arabi: saccheggiò la Siria e, risalendo verso nord, incontrò una delegazione dei Cilici i quali si sottomisero spontaneamente. Oltrepassò, forzando i passi con le armi sguainate, il massiccio del Tauro, attraversò la Frigia e raggiunse la regione di Caicó, termine della sua spedizione. 

## Morte
Mirina fu uccisa dal re Mopso, un Trace cacciato dalla sua patria a opera del re Licurgo. Mirina, regina delle Amazzoni, è menzionata anche nell'Iliade. Si diceva che era stata sposata con il re Dardano; sarebbe dunque la figlia di Teucro.